# Фода, Фараг
Фараг Фода (20 августа 1945, Думъят — 8 июня 1992, Каир) — египетский колумнист, писатель и правозащитник. Был убит боевиками группировки «Аль-Гамаа аль-исламийя», после того, как был обвинён улемами университета аль-Азхар в богохульстве. Всего в Египте в период между мартом 1992 года и сентябрём 1993 по политическим причинам было убито 202 человека. В декабре 1992 года его работы были запрещены .

## Биография
Родился под Думъятом в Дельте Нила, работал преподавателем сельского хозяйства. Писал книги, вёл колонку в египетском журнале «October». В своих статьях Фараг Фода критиковал исламский фундаментализм и его идеологов, поскольку считал, что исламские фундаменталисты искажают ислам.
1980-е — 1990-е годы были отмечены усилением влияния фундаменталистского ислама в Египте. Некоторые бывшие марксистские интеллектуалы (например, Мухаммад Имара или Тарик аль-Бишри) становились исламистскими идеологами. В 1981 году радикалы убили президента Анвара Садата, был совершён ряд нападений на коптских христиан. Фараг Фода оставался на позициях защиты светскости и прав человека.
8 июня 1992 года Фараг Фода был расстрелян на улице двумя радикалами. При покушении были ранены его сын и случайные прохожие. «Аль-Гамаа аль-исламийя» взяла на себя ответственность за убийство.
Незадолго до своей смерти Фараг Фода был обвинён в богохульстве улемами университета аль-Азхар, поскольку был сторонником независимости государства от религии. Позднее «Аль-Гамаа аль-исламийя», взяв ответственность за его убийство, заявила, что он был вероотступником, поскольку выступал за невмешательство религии в государственную политику и защищал существовавшее на тот момент в Египте законодательство, в противовес радикальным исламским идеологам, требующих введения в стране шариата.